# Jean-Pol Henry
Jean-Paul Henry (Gosselies, 13 december 1943) was een Belgisch volksvertegenwoordiger. 

## Levensloop
Gediplomeerd als regent in de Germaanse talen aan de rijksnormaalschool van Nijvel werd hij taalleraar aan het Koninklijk Atheneum van Fleurus. 
In navolging van zijn vader Emile Henry, schepen in Gosselies en Charleroi, werd hij aangetrokken door de politiek en sloot hij zich aan bij de socialistische PSB, vanaf 1978 PS geheten. Aanvankelijk engageerde hij zich in Heppignies, een deelgemeente van Fleurus, waar hij van 1977 tot 1988 in de gemeenteraad zetelde. Vervolgens verhuisde Henry naar zijn geboorteplaats Gosselies, deelgemeente van Charleroi. Na het politieke afscheid van zijn vader werd hij daar begin 1989 gemeenteraadslid, hetgeen hij zou blijven tot in 2006.
In november 1981 stond hij als opvolger op de Kamerlijst en in 1983 volgde hij Jacques Van Gompel, die zich toelegde op de gemeentepolitiek in Charleroi, op als lid van de Kamer van volksvertegenwoordigers voor het arrondissement Charleroi. Door de toen bestaande dubbelmandaten zetelde hij van 1983 tot 1995 eveneens in de Waalse Gewestraad en de Raad van de Franse Gemeenschap. In de Waalse Gewestraad was hij van 1988 tot 1991 secretaris en van 1992 tot 1995 fractievoorzitter voor zijn partij. Ook zat hij er van 1992 tot 1994 de onderzoekscommissie voor naar de milieuproblemen die voortkwamen uit het afvalbeheer in Wallonië, de eerste onderzoekscommissie die door regionaal parlement werd opgericht. Zijn eindrapport formuleerde tien concrete voorstellen om dit probleem aan te pakken, gaande van het opstellen van milieuwetgeving over de verstrenging van de strafmaatregelen tot het sluiten van akkoorden met de publieke sector in het domein van afvalbeheer. Vanaf 1991 was hij tevens bestuurder van de vervoersmaatschappij TEC in Charleroi.
Bij de verkiezingen van 1995 opteerde Jean-Pol Henry voor de Kamer, waar hij tot in 2007 zou blijven zetelen. Henry was er van 1995 tot 2003 ondervoorzitter en van 2003 tot 2007 quaestor. Van 1995 tot 2003 was hij tevens voorzitter van de Kamercommissie Landsverdediging, waar hij van 1996 tot 1998 het belangrijke debat over de toekomst van het Belgische leger in goede banen leidde. Ook was hij actief in internationale instanties: hij was van 1996 tot 2007 lid van de Parlementaire Vergadering van de Raad van Europa, waar hij tevens de Belgische delegatie leidde, en vanaf 1995 ondervoorzitter van de Belgische delegatie in de Interparlementaire Unie. Bij de verkiezingen van juni 2007 was Jean-Pol Henry geen kandidaat meer.
Jean-Pol Henry was tot in maart 2013 tevens voorzitter van de PS-afdeling van Gosselies. Zijn zoon Olivier Henry werd ook politiek actief.